# 컬러 퍼플 (1985년 영화)
《컬러 퍼플》(영어: The Color Purple)은 1985년 개봉한 미국의 서사 역사 영화이다. 앨리스 워커가 1982년에 발표한 동명 소설이 원작이며, 스티븐 스필버그가 연출하였다. 우피 골드버그, 대니 글러버 등이 출연하였으며, 오프라 윈프리의 영화 데뷔작이다. 20세기 초 미국 남부에 사는 흑인 소녀가 가정 폭력, 근친상간, 아동 성학대, 빈곤, 인종 차별, 성 차별로 점철된 굴곡진 삶을 감내하며 세월을 보내고 끝내 성장하는 과정을 그려낸다.

## 줄거리
20세기 초 조지아주 시골에 사는 흑인 소녀 실리는 폭력을 행사하는 아버지에게 두 아이를 잃은 뒤 자신을 학대하는 앨버트와 강제로 결혼하면서 더 큰 고난에 빠진다. 이후 실리가 헤어진 여동생과의 재회만을 고대하며 견디는 40여 년의 생애가 펼쳐진다.

## 출연진
- 우피 골드버그 - 실리 해리스존슨 역
  - 데즈리타 잭슨 - 어린 실리 해리스존슨 역
- 대니 글러버 - 앨버트 “미스터” 존슨 역
- 에이돌프 시저 - 올미스터 존슨 역
- 마거릿 에이버리 - 셔그 에이버리 역
- 레이 돈 총 - 메리 “스퀴크” 애그니스 역
- 오프라 윈프리 - 소피아 역
- 아코수아 부시아 - 네티 해리스 역
- 윌러드 E. 퓨 - 하포 존슨 역
- 데이나 아이비 - 밀리 양 역
- 래리 피시번 - 스웨인 역
- 칼 앤더슨 - 새뮤얼 목사 역
- 레너드 잭슨 - 아버지 해리스 역

## 우리말 녹음
MBC 성우진 (1991년 12월 21일)
KBS 성우진 (1997년 1월 26일)
- 성선녀 - 실리 해리스존슨(우피 골드버그)
- 유해무 - 앨버트 존슨(대니 글러버)
- 김익태 - 웃어른 존슨(에이돌프 시저)
- 임은정 - 스퀴크(레이 돈 총)
- 최덕희 - 소피아(오프라 윈프리)
- 김일 - 하포 존슨(윌러드 E. 퓨)
- 정미숙 - 어린 실리(데즈리타 잭슨)
- 문영래 - 아버지(레너드 잭슨)
- 김정희 - 에이버리(마거릿 에이버리)
- 강구한 - 목사(칼 앤더슨)
- 차명화 - 네티(아코수아 부시아)

## 같이 보기
- 컬러 퍼플 (2023년 영화)